# George Spahn
George Christian Spahn (Chestnut Hill, 11 febbraio 1889 – Los Angeles, 22 settembre 1974) è stato un allevatore statunitense, famoso per essere stato il proprietario dello Spahn Movie Ranch, un ranch cinematografico utilizzato per film western caduto poi in disuso, e diventato la base logistica della cosiddetta "Famiglia" di Charles Manson alla fine degli anni sessanta.

## Biografia
Spahn viene principalmente ricordato per la sua associazione con la Manson Family, dovuta alla tolleranza con la quale permise al gruppo di stabilirsi nella sua proprietà. Spahn aveva acquistato il ranch nel 1953, dopo aver lasciato il suo lavoro come allevatore di bestiame da latte a Willow Grove. La location fu utilizzata come set per alcuni episodi di molte serie televisive dell'epoca come Bonanza, Il cavaliere solitario, e Zorro, essendo fornita di repliche di edifici del vecchio west, con tanto di saloon, prigione, recinti per cavalli.
 Al ranch, a partire dal 1968, Spahn ospitò Charles Manson ed i suoi numerosi seguaci. Nel 1969 gli omicidi dell'attrice Sharon Tate e di altre sei persone per mano di membri della "Family" furono pianificati proprio nello Spahn Ranch.
Manson persuase Spahn a permettere alla "Family" di vivere gratis nel suo ranch. In cambio, Manson ordinò alle ragazze del gruppo di concedere favori sessuali all'ottantenne, all'epoca quasi totalmente cieco, e di occuparsi di lui in tutto e per tutto. Spahn diede un soprannome a tutte le ragazze di Manson, incluse Squeaky, Sadie Mae e Ouisch. Secondo Paul Watkins, altro seguace di Manson, Lynette Fromme acquisì il proprio soprannome "Squeaky" per i suoni che emetteva quando Spahn le pizzicava le cosce. Charles "Tex" Watson scrisse nella sua autobiografia che anche il suo soprannome "Tex" gli fu dato da Spahn, che aveva riconosciuto il suo accento texano.
Quando la "Famiglia" uccise un lavorante del ranch, Donald "Shorty" Shea, Spahn fu sempre all'oscuro della ragione della sparizione dell'uomo e non venne mai incriminato per nessuno degli omicidi della Famiglia Manson, che nel periodo di permanenza al ranch perpetrò l'eccidio di Cielo Drive (9 agosto 1969) e gli omicidi dei coniugi Leno e Rosemary LaBianca (10 agosto 1969). In quel periodo, Spahn visse semi-recluso, accudito prevalentemente da Squeaky, nella sua casa all'interno del ranch, piena di cianfrusaglie di ogni genere e con numerose foto dell'attrice-bambina Shirley Temple alle pareti. Durante i raid effettuati dalla polizia il 16 agosto e il 25 novembre 1969, George Spahn fu molto collaborativo con le forze dell'ordine lasciando che gli agenti effettuassero perquisizioni nel ranch e apparve in varie fotografie con occhiali neri e l'immancabile cappello da cowboy.
Spahn visse altri cinque anni dopo gli omicidi della Manson Family. Era sposato con una donna di nome Martha Greenholts, e si era trasferito a Hollywood. Era ricoverato presso lo Sherwood Convalescent Hospital di Van Nuys, quando morì il 22 settembre 1974, all'età di 85 anni. Venne sepolto nell'Eternal Valley Memorial Park nei pressi di Newhall, Santa Clarita, California.
 Lo Spahn Ranch andò completamente distrutto in un incendio nel 1970. La proprietà andò a fuoco nuovamente nel 2005, e una terza volta nel 2016.

## Riferimenti nella cultura di massa
Nel film C'era una volta a... Hollywood di Quentin Tarantino del 2019, Spahn avrebbe dovuto essere interpretato da Burt Reynolds, che però morì un mese prima dell'inizio delle riprese, il 6 settembre 2018. Il 27 settembre 2018, fu annunciato che sarebbe stato Bruce Dern a interpretare il ruolo di Spahn nel film di Tarantino. Nel film del 2018 Charlie Says, Spahn è interpretato da John Gowans.